# David Adger
David Adger (Kirkcaldy, 23 de setembre de 1967) és un professor de lingüística a la Universitat Queen Mary de Londres. Adger està interessat en la capacitat humana per a la sintaxi. Va exercir com a president de l'Associació Lingüística de Gran Bretanya del 2015 al 2020.

## Joventut i educació
Adger va néixer el 23 de setembre de 1967 a Kirkcaldy, Fife, Escòcia. A l'edat d'onze anys, Adger es va fascinar pel llenguatge llegint A Wizard of Earthsea d'Ursula K. Le Guin. Als setze anys, Adger va guanyar un concurs escolar coordinat per la Universitat de St Andrews i es va gastar els diners en còpies dels Aspectes de la teoria de la sintaxi de Noam Chomsky. Va estudiar lingüística i intel·ligència artificial a la Universitat d'Edimburg. Adger ha descrit la seva docència de grau com una de les "experiències exhilarants de la meva vida". Va romandre a Edimburg per als seus estudis de postgrau, treballant cap a un màster en ciències cognitives. Va completar un doctorat sota la supervisió d'Elisabet Engdahl el 1994, durant el qual va treballar a la Universitat de Massachusetts Amherst. La seva recerca doctoral va tractar sobre els nodes Agr.

## Recerca i carrera
Adger va esdevenir professor a la Universitat de York el 1993. El 2002 es va traslladar a la Universitat Queen Mary de Londres, on va ser nomenat professor de Lingüística l'any 2006.
La seva investigació considera la ciència del llenguatge, si els cervells humans creen el llenguatge a causa de la capacitat de reconèixer patrons o a causa d'una capacitat innata de comunicar-se mitjançant el llenguatge. Ha investigat la naturalesa de l'estructura gramatical i la relació entre les teories sociolingüístiques i l'estructura sintàctica.
El 2015, Adger va ser escollit president de l'Associació de Lingüística de la Gran Bretanya. Va visitar la Universitat de Maryland el 2016, on va fer una sèrie de conferències sobre la sintaxi minimalista, la semàntica i la fusió.
El juliol de 2020, Adger va ser un signant notable d'una petició per a l'eliminació de Steven Pinker com a membre honorífic de la Societat Lingüística d'Amèrica.

## Selecció de publicacions

### Articles
- Adger, David «Syntax and Syncretisms of the Person Case Constraint». Syntax, 10, 2007, pàg. 2–37. DOI: 10.1111/j.1467-9612.2007.00095.x.
- Adger, David «Predication and Equation». Linguistic Inquiry, 34, 3, 16-03-2006, pàg. 325–359. DOI: 10.1162/002438903322247515.
- Adger, David «Merge and Move: Wh-Dependencies Revisited». Linguistic Inquiry, 36, 2, 13-03-2006, pàg. 161–193. DOI: 10.1162/0024389053710729.

### Llibres
- Adger, David. Mirrors and Microparameters: Phrase Structure beyond Free Word Order.  Cambridge University Press, 2009.
- Adger, David. A Syntax of Substance.  MIT Press, 2012.
- Adger, David. Language Unlimited: The Science Behind Our Most Creative Power.  Oxford University Press, 2019.

Del 2007 al 2013, Adger va ser editor de la revista científica Syntax.

## Vida personal
Adger està casat amb Anson W. Mackay, geògraf del University College de Londres. És membre de 500 Queer Scientists, una organització pel suport als científics i enginyers LGBTIQ+. Adger va ser catalogat com un dels models a seguir de la Universitat Queen Mary de Londres el 2018.